# Muduvadi, Kolar
Muduvadi là một làng thuộc tehsil Kolar, huyện Kolar, bang Karnataka, Ấn Độ.